# Dusona korta
Dusona korta là một loài tò vò trong họ Ichneumonidae.